# Eugenia stipitata
A Eugenia stipitata, conhecida popularmente como araçá-boi ou "araça-mark", é uma planta pertencente à família Myrtaceae originária da região Amazônica, adaptável ao clima tropical úmido.
A espécie foi descrita pelo botânico estadunidense Rogers McVaugh no ano de 1956.
A planta é um arbusto de até 3 metros de altura.
Seus frutos pesam de 30 a 300 g, com casca de cor amarelo ouro bastante fina, com 4 a 10 sementes de 1 cm de comprimento.
A polpa é bastante ácida e é utilizada para confecção de suco, sorvetes e geléias.
A planta é propagada por sementes e produz no primeiro ano após o plantio.
O espaçamento varia de 3 a 4 metros e desenvolve-se melhor a pleno sol.
A planta frutifica 4 a 5 vezes ao ano.
Seus frutos são bastante suscetíveis à mosca do fruto e a planta suscetível à ferrugem.
Pode ser encontrado em todo o território nacional menos na região sul.

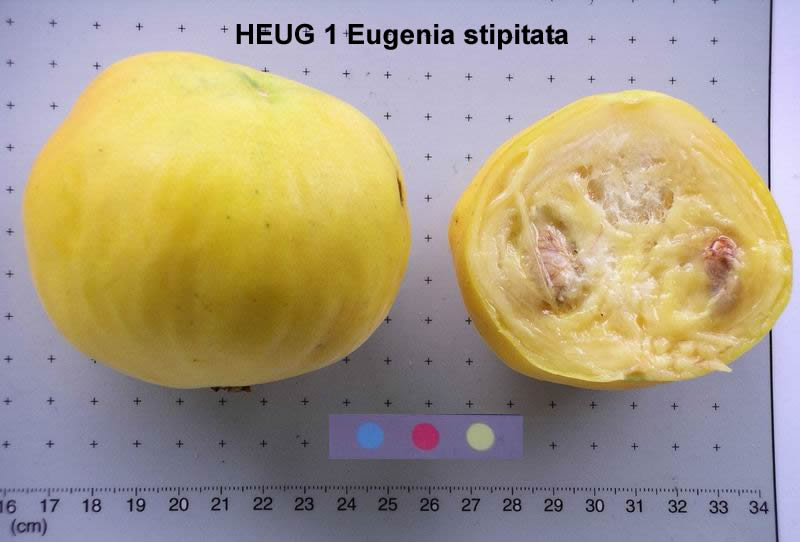
Araçá-boi

O fruto do Araçá-Boi é tipo baga, mole e aredondado, de coloração amarelo dourado e casca fina e aveludada tornando-o delicado quando maduro dificultando seu transporte por longas distâncias, de tamanho relativamente mediano, chegando a pesar cerca de 50 a 800 gramas, possuindo de 4 a 12 sementes. A polpa do Araçá-Boi é mole possuindo um sabor ácido e um aroma adocicado porém volátil, se perdendo após a abertura do fruto.
A utilidade do araçazeiro é extremamente dinâmica, suas folhas e ramos novos são matéria prima de corantes, suas raízes possuem propriedades diuréticas são consideradas antidiabéticas (porém ainda não foi comprovada tal aptidão), sua casca é utilizada em curtumes. Porém grande parte de sua fama se dá pelo fruto que possui uma alta quantidade de polpa.
Apresentando varias aplicações, desde o armazenamento da polpa para a preparação de sucos, geléias e sorvetes, até a confecção de doces, chocolates etc,sendo possível também seu consumo in natura. Possui grande potencial nutritivo contendo vitaminas A, B e C e altas taxas de carboidratos e proteínas, sendo considerado uma novidade no mercado nacional e internacional apesar de a muito já ser conhecido e utilizado pelas comunidades do Norte do Brasil.
O cultivo do araçazeiro é feito através de sementes, a planta chega a florar e frutificar em até 2 anos (o descascar das sementes para a semeadura acelera a germinação), e se adequadamente nutrido frutifica de 4 a 5 vezes no ano apesar de se adaptar bem a solos ácidos e pouco férteis, prefere luminosidade intensa desenvolvendo-se melhor em pleno sol.